# Boris Balmont
Boris Władimirowicz Balmont, ros. Борис Владимирович Бальмонт (ur. 6 października 1927 w Szui, zm. 16 lutego 2022) – radziecki działacz państwowy, Bohater Pracy Socjalistycznej (1978).
Od lutego 1981 do lipca 1986 minister budowy obrabiarek i przemysłu instrumentalnego ZSRR, od 15 czerwca 1983 do 25 kwietnia 1989 członek KC KPZR, 1984-1989 deputowany do Rady Najwyższej ZSRR 11 kadencji. Członek i główny ekspert RAKC. Pochowany na Cmentarzu Trojekurowskim w Moskwie.

## Nagrody i odznaczenia
- Złoty Medal „Sierp i Młot” Bohatera Pracy Socjalistycznej (6 października 1978);
- Nagroda Państwowa ZSRR 1976;
- Order Przyjaźni 2011;
- Order Lenina (czterokrotnie - 17 czerwca 1961, 26 lipca 1966, 25 października 1971 i 6 października 1978)[5][6].